# Polímero de coordenação
Um polímero de coordenação é uma estrutura polimérica inorgânica ou organometálica contendo centros de cátions metálicos ligados por ligandos orgânicos. Mais formalmente um polímero de coordenação é um composto de coordenação com entidades de coordenação de repetição que se estendem em 1, 2 ou 3 dimensões.